# Грейнинг, Мэтт
Мэ́ттью А́брам Гре́йнинг, иногда Гро́унинг (англ. Matthew Abram Groening, МФА [ˈɡreɪnɪŋ]; 15 февраля 1954 года, Портленд, Орегон), более известный как Мэтт Грейнинг (Matt Groening) — американский мультипликатор, создатель, творческий консультант и исполнительный продюсер мультсериалов «Симпсоны» и «Футурама», а также создатель комикса «Жизнь в Аду».
О произношении его фамилии неоднократно спорили как в США, так и в других странах. В России широко распространено произношение «Гроунинг», но сам мультипликатор настаивает на том, что его фамилия рифмуется со словом «complaining», о чём он упомянул в одном из своих комиксов и в интервью журналу «Rolling Stone». В сериях Симпсонов, где он появляется, его фамилия произносится «Грейнинг».

## Биография
Мэттью Абрам Грейнинг родился 15 февраля 1954 года третьим из пятерых детей мультипликатора, режиссёра, сценариста и работника рекламы Гомера Грейнинга и бывшей учительницы Маргарет Грейнинг. Родители Грейнинга оба родились в меннонитских семьях. Отец Грейнинга происходил от немецкоязычных выходцев из Российской Империи, переселившихся сначала в штат Канзас, затем в западную Канаду. Мать Грейнинга имела норвежские корни.

### Юность
Грейнинг учился в Колледже Вечнозелёного штата в городе Олимпия (штат Вашингтон); по его собственным словам, в этом учебном заведении были довольно свободные нравы. Он был главным редактором университетской газеты «The Cooper Point Journal». В её еженедельных выпусках он проявлял талант журналиста, а позднее и иллюстратора, начав публиковать мини-комиксы. Там он подружился с Линдой Барри, ставшей позже иллюстратором, когда узнал, что она отправила письмо писателю Джозефу Хеллеру, одному из любимых авторов Грейнинга, и получила от него ответ.

### Начало карьеры
Получив диплом колледжа, в 1977 году в возрасте 23 лет переехал в Лос-Анджелес, чтобы заниматься литературной работой. До 1980 года в разное время работал шофёром режиссёра, продавцом пластинок, курьером, журналистом и в свободное время рисовал комиксы. В комиксах же он описывал свою жизнь в Лос-Анджелесе своим друзьям, назвав их «Жизнь в аду». Это название подсказала ему глава «Как попасть в ад» из книги немецкого философа Вальтера Кауфманна «Критика религии и философии». Персонажами комикса были кролики Бинки и Шеба и странные одинаковые человечки Акбар и Джефф. Грейнинг начал делать ксерокопии этих комиксов и распространять их в магазине пластинок, где он тогда работал. В 1978 году один из его мини-комиксов был напечатан в авангардном журнале «Wet magazine». В 1980 году комикс опубликовала газета «Los Angeles Reader». В 1982 году Мэтту доверили вести колонку о рок-н-ролле в этой газете, но значительно чаще он писал в ней о своём детстве, о жизни, о том, чего он терпеть не может, и даже о тех вещах, которые он видел на улице. В конце концов его отстранили от ведения «музыкальной» колонки.
Во время работы в «Los Angeles Reader» Грейнинг познакомился со своей будущей женой Деборой Каплан (развелись в 1999 году). Позже, в 1984 году, она помогла ему напечатать книгу комиксов «Любовь — это ад», которая имела огромный успех. Вскоре после этого Мэтт и Дебора покинули газету и основали фирму «Life in Hell Co.», которая занималась распространением творений Грейнинга.
В конце 1980-х Грейнинг нарисовал ряд рекламных плакатов и иллюстрировал рекламные брошюры для корпорации Apple с персонажами «Жизни в аду».
«Жизнь в аду» по-прежнему выпускается в некоторых газетах, кроме того, были выпущены сборники «Школа — это ад», «Работа — это ад», «Детство — это ад», «Большая книга ада», «Огромная книга ада» и другие.
Во всём мире стал известен благодаря своим мультсериалам.

## Мультсериалы

### «Симпсоны»
В 1985 году Грейнингом заинтересовался продюсер Джеймс Брукс и предложил ему заняться анимацией. Это должны были быть небольшие анимированные зарисовки для развлекательной программы «Шоу Трейси Ульман». Предполагалось, что для этой цели будут использованы персонажи комикса «Жизнь в аду», но, боясь потери авторских прав, Грейнинг решил придумать нечто новое: семейку Симпсонов.
Семья Симпсонов живёт по адресу 742 Evergreen Terrace (в русском переводе — Вечнозелёная аллея). На улице с таким же названием в детстве жил сам Мэтт. Персонажей Гомера и Мардж Грейнинг назвал в честь своих родителей. Дедушку Симпсона Мэтт Грейнинг отказался называть, оставив это сценаристам, но по случайному совпадению он получил имя Эйб, как и дед Мэтта Грейнинга. Кроме того, сыновей Мэтта зовут Эйб и Гомер. Имена своих сестёр Грейнинг также использовал для персонажей «Симпсонов» Лизы, Мэгги и Пэтти.
19 апреля 1987 года «Симпсоны» впервые появились на экране и обрели неимоверную популярность, что привело к созданию получасовых серий, выпускаемых с 17 декабря 1989 года. Летом 2007 года на экраны вышел полнометражный мультфильм о приключениях семейства Симпсонов.
19 февраля 2012 года на канале Fox была показана 500-я серия «Симпсонов».
Сам Грейнинг, как анимированный персонаж, неоднократно появлялся в сериях Симпсонов, а в серии «My Big Fat Geek Wedding» получил роль со словами.

### «Футурама»
Сериал создан совместно с Дэйвидом Коэном. Сериал повествует о приключениях команды Planet Express, действия которых разворачиваются в 3000 году. В 2003 году сериал был закрыт, но в 2007—2009 годах компания Fox выпустила 4 новых полнометражных фильма, которые позже были разбиты на 16 эпизодов. Позже, начиная с 24 июня 2010 года, по каналу Comedy Central начался показ новых 26 серий. Сам Мэтт изредка мелькал в сериале в виде головы в банке.
Руководство телеканала Comedy Central решило не продлевать контракта с создателями телесериала «Футурама», отказавшись от восьмого сезона, который по плану должен был стартовать в 2014 году.
В феврале 2022 года видеосервис Hulu объявил о старте производства двадцати получасовых эпизодов, премьера которых запланирована на 2023 год. На тот момент большая часть актёрского состава оригинального шоу была вовлечена в работу над проектом, за исключением Джона Ди Маджо.

### «Разочарование»
15 января 2016 года было объявлено, что Грейнинг ведёт переговоры с Netflix о разработке нового мультсериала. 25 июля 2017 года, Netflix заказал мультсериал под названием «Разочарование». Грейнинг описал мультсериал, ориентированный на фэнтези, как зародившейся из альбома для рисования, полного «фантастических существ, которых мы не могли изобразить в «Симпсонах»». Главный актёрский состав мультсериала, включает Эбби Джейкобсон, Эрика Андре и Ната Факсона.
«Разочарование» выходило с 17 августа 2018 года по 1 сентября 2023 года, и состояло из 50 эпизодов в 5 частях.